# Trolejbusová doprava v Ústí nad Labem
V krajském městě Ústí nad Labem funguje trolejbusová síť, kterou provozuje Dopravní podnik města Ústí nad Labem.

## Historie

### Prvotní plány o ústeckých trolejbusech a zahájení provozu
O zavedení trolejbusové dopravy v Ústí nad Labem se uvažovalo už před první světovou válkou. Tehdy mělo jít o obdobný systém, jaký byl v provozu v Českých Budějovicích nebo Českých Velenicích. Časem přestala být trolejbusová doprava na pořadu dne, plán na její zavedení se objevil až v roce 1969, jako náhrada za zrušené tramvaje. Plán však byl zamítnut, protože prioritní byl, jak říkají mnozí, rozvoj autobusové dopravy. K realizaci došlo tak až v roce 1984, kdy byl položen základní kámen trati Všebořice – centrum – Severní Terasa. Provoz byl zahájen o čtyři roky později, 1. července 1988, na úseku Stříbrníky – centrum – Holoměř. V únoru 1989 došlo k prvnímu rozšíření trolejbusové sítě: byla zprovozněna trať ze Severní Terasy přes centrum a Holoměř do Všebořic, kde byla předána do užívání vozovna (do té doby byly trolejbusy odstavovány ve smyčkách). 6. května téhož roku došlo k dalšímu rozšíření sítě – trolejbusy vyjely i do dnešní Rooseveltovy a Bělehradské ulice.

### Další rozvoj trolejbusů
Výstavba tratí probíhala i v dalších letech; na konci roku 1990 byla trať do Stříbrníků prodloužena do Dobětic, o dva roky později došlo ke zprovoznění dvou tratí do Krásného Března, v roce 1993 byl zahájen provoz i na trati na Klíši v západní části města. Velké rozšíření proběhlo v letech 1994 a 1995. Nejprve byla zprovozněna trať z centra města do Starých Předlic, později došlo k otevření dlouhé trati podél Labe do Neštěmic a dále do Mojžíře na východě města. Tím rozvoj ústeckých trolejbusových tratí na téměř 10 let ustal.

### Ústecké trolejbusy v novém tisíciletí
Další rozšíření trolejbusové sítě nastalo až v roce 2004, kdy byl zahájen provoz na krátké trati k hypermarketu Globus. Délka sítě trolejbusů v Ústí nad Labem byla prodloužena také v roce 2005. Šlo o trať Vinařská – Bukov – Severní Terasa dlouhou 3,06 km. Nejnovějším úsekem je v současnosti trať na Střekov, která byla zprovozněna v prosinci 2007. Tímto novým úsekem, který začíná na Mírovém náměstí, pokračuje přes most Dr. Edvarda Beneše na Kamenný Vrch, Novosedlické náměstí a končí na konečné Karla IV., se elektrická trakce opět dostala na pravý břeh Labe (dříve sem již jezdily tramvaje). Dne 13. prosince 2009 byla otevřena trolejbusová trať kolem hlavního vlakového nádraží. Trať je dvoustopá, využita byla pouze jedna stopa pro směr Střekov. Druhá stopa měla být otevřena až po přestavbě křižovatky na Předmostí. Poté měl trolejbusový provoz přes Mírové náměstí pro směry Krásné Březno a Dobětice zastaven.
Dne 27. října 2022 byl kvůli špatnému technickému stavu mostu Dr. Edvarda Beneše přerušen provoz trolejbusů přes toto mostní dílo na Střekov. Na most Dr. Edvarda Beneše se trolejbusy mají vrátit až po jeho chystané rekonstrukci, která má být dokončena v roce 2025. Původně byla zřízena náhradní autobusová linka trasovaná přes Mariánský most, která však byla krátce poté zrušena a od 12. listopadu 2022 nahrazena toutéž výlukovou trasou trolejbusových linek na Střekov, na které byly nasazeny parciální trolejbusy.
K 1. května 2024 provedl dopravní podnik kompletní přečíslování denních linek trolejbusových (do té doby čísla 51–62) i autobusových (do té doby čísla 2–27) do společného intervalu čísel 70–91. Současně bylo změněno i vedení některých linek, když jsou parciální trolejbusy hojně využívány i na nezatrolejovaných úsecích.

## Vozový park
K zahájení provozu bylo do Ústí nad Labem dodáno 5 standardních trolejbusů Škoda 14Tr. Čtyři vozy byly roku 2001 odprodány do maďarského Szegedu. Poslední trolejbus 14 Tr byl využíván na nočních linkách, až byl v březnu 2017 odstaven kvůli závadě na řídícím regulátoru. Počítá se s ním jako s historickým vozidlem.
Nejpočetněji byly v tomto trolejbusovém provozu až do poloviny 10. let 21. století zastoupeny dvoučlánkové (kloubové) vozy Škoda 15Tr, respektive jejich modernější varianta Škoda 15TrM - první modernizovaný trolejbus Škoda 15TrM byl v provozu od listopadu 2009 (ev. č. 542, odstaven 7/2020). Přímo dodáno bylo celkem 62 kusů, 3 vozy byly původné zkušební ze závodu v Ostrově, a další získával DPmUL nákupem ojetých od jiných dopravních podniků. Jako první tak byly v roce 2009 odkoupeny z Hradce Králové dva vozy 15Tr (v Ústí ev. č. 567 a 568), které byly následně odeslány na modernizaci do firmy Zliner Zlín, další 15TrM následovaly v letech 2010-12. Jiné 15TrM a 15Tr byly získány z Plzně nebo z Českých Budějovic. DPmÚL si do roku 2019 prováděl vlastními silami ve vozovně Všebořice tempem asi 4 vozů ročně i kompletní generální opravy a modernizace trolejbusů 15Tr, jejichž životnost se tak prodlužovala o přibližně 10 let. Celkem Ústím/L. prošlo 77 vozů 15Tr. Z vyřazených bylo ještě 16 ks předáno dopravním podnikům ve Varně (BG), Černovicích a Ternopilu (UA) a muzejním spolkům, 2 vozy si dopravní podnik ponechal jako historické.
Další královéhradecké trolejbusy, tentokrát tři nízkopodlažní sólo vozy Škoda 21Tr, byly získány v roce 2013; nasazovány byly především na špičkové linky 58 a 59. Dále v Ústí nad Labem jezdily tři nízkopodlažní kloubové trolejbusy Škoda 22Tr (včetně druhého prototypu). Na sklonku roku 2006 bylo dodáno šest nových nízkopodlažních vozů typu Škoda 25Tr ze Škody Electric. Další nové trolejbusy byly zakoupeny v roce 2011, jednalo se o dva patnáctimetrové třínápravové vozy Škoda 28Tr.
Od roku 2014 probíhala, jako náhrada za nejstarší vozy 15Tr, dodávka 10 nových článkových trolejbusů Škoda 27Tr, na které v roce 2015 navázalo dodání 16 ks třínápravových vozů Škoda 28Tr. V roce 2019 bylo dodáno 9 dalších kloubových nízkopodlažních trolejbusů Škoda 27Tr, které se od předchozích vozů stejného typu odlišují vzhledem, neboť byly dodány s karoseriemi IV. generace. Vybaveny jsou také bateriemi, díky čemuž je umožněn i provoz na tratích bez elektrického vedení. Jedná se tedy o parciální trolejbusy, které by měly být využity při plánované opravě mostu Dr. Edvarda Beneše, jenž je jediným zdejším mostem přes Labe s trolejbusovým trakčním vedením.
V souvislosti s další dodávkou parciálních trolejbusů 27Tr (do celkového počtu 33 ks podle opce z roku 2022) ve verzi NU se dvěma hnanými nápravami a karoserií IV. generace na přelomu roků 2023 a 2024 bylo po 35 letech, k 28. únoru 2024, oficiálně ukončeno pravidelné vypravování trolejbusů typu Škoda 15Tr. Vozy č. 564 (15TrM) a 567 (15Tr s čelem M) poté ještě od 18. do 23. března jezdily v rámci rozlučky s řadou 15Tr na vybraných linkách, závěrečná slavnostní jízda se pak uskutečnila 24. března 2024. Během téhož měsíce rovněž dojezdil poslední provozní vůz Škoda 22Tr evidenčního čísla 601, který byl následně převeden mezi historické vozy.
V březnu 2025 bylo v provozu 75 trolejbusů následujících typů:
| Obrázek      | Typ        | Modifikace a podtypy      | Počet (stav k 1. 4. 2025) |
| ------------ | ---------- | ------------------------- | ------------------------- |
| Škoda 25Tr   | Škoda 25Tr | Škoda 25Tr Citelis 1A, 1B | 5                         |
| Škoda 28Tr   | Škoda 28Tr | Škoda 28Tr                | 18                        |
| Škoda 27TrNU | Škoda 27Tr | Škoda 27Tr, 27TrNU        | 52                        |

## Linkové vedení
Seznam trolejbusových linek provozovaných k 2. září 2024:
| Číslo | Trasa                                                                                    | Poznámky                                                                   |
| ----- | ---------------------------------------------------------------------------------------- | -------------------------------------------------------------------------- |
| 70    | (Klíše lázně –) Divadlo – Mírové náměstí – Mojžíř                                        |                                                                            |
| 71    | Vozovna DP – Klíše lázně – Mírové náměstí – Skalka                                       | využití baterie                                                            |
| 72    | Severní Terasa – Mírové náměstí – Globus – (Předlická – ) Staré Předlice                 |                                                                            |
| 73    | Koštov konečná – Trmice, Václavské náměstí – Trmice, Globus – Mírové náměstí – Karla IV. | využití baterie                                                            |
| 76    | Všebořice – Mírové náměstí – Pod Vyhlídkou                                               |                                                                            |
| 80    | Mírová – Divadlo – Mírové náměstí – Karla IV.                                            | též vložené spoje Divadlo – Karla IV.; využití baterie                     |
| 84    | Všebořice – Mírové náměstí – Dobětice točna                                              | též vložené nájezdové/zátahové spoje z/do vozovny                          |
| 87    | Mírová – Mírové náměstí – Dobětice točna                                                 | využití baterie                                                            |
| 88    | (Severní Terasa –) Mírová – Mírové náměstí – Žežická (– Pod Vyhlídkou)                   | využití baterie na spojích jedoucí na sídliště Pod Vyhlídkou přes Žežickou |
| 43    | Severní Terasa – Mírové náměstí – Dobětice točna                                         | noční linka                                                                |
| 46    | Všebořice – Mírové náměstí – Pod Vyhlídkou                                               | noční linka                                                                |